# Kinosterninae
Kinosterninae – podrodzina żółwi z rodziny mułowcowatych (Kinosternidae).

## Zasięg występowania
Podrodzina obejmuje gatunki występujące w Ameryce. 

## Podział systematyczny
Do podrodziny należą następujące rodzaje:
- Kinosternon Spix, 1824
- Sternotherus J.E. Gray, 1825